# Tetragonopterus
Genre
Tetragonopterus est un genre de poissons téléostéens de la famille des Characidae et de l'ordre des Characiformes.

## Liste des espèces
Selon World Register of Marine Species (18 avril 2024) :
- Tetragonopterus anostomus Silva & Benine, 2011
- Tetragonopterus araguaiensis Silva, Melo, Oliveira & Benine, 2013
- Tetragonopterus argenteus Cuvier, 1816
- Tetragonopterus carvalhoi Melo, Benine, Mariguela & Oliveira, 2011
- Tetragonopterus chalceus Spix & Agassiz, 1829
- Tetragonopterus denticulatus Silva, Melo, Oliveira & Benine, 2013
- Tetragonopterus fasciatus
- Tetragonopterus franciscoensis Silva, Melo, Oliveira & Benine, 2016
- Tetragonopterus juruena Silva, Melo, Oliveira & Benine, 2016
- Tetragonopterus kuluene Silva, Melo, Oliveira & Benine, 2016
- Tetragonopterus manaos Urbanski, Melo, Silva & Benine, 2018
- Tetragonopterus ommatus Silva, Melo, Oliveira & Benine, 2016
- Tetragonopterus rarus (Zarske, Géry & Isbrücker, 2004)
- Tetragonopterus signatus Burmeister, 1861
- Tetragonopterus viejita Valenciennes, 1850
- Tetragonopterus vittatus Castelnau, 1855
- Tetragonopterus wappi Valenciennes, 1850
- Tetragonopterus xinguensis Steindachner, 1882

### Note
- Tetragonopterus akamai Araujo & Lucinda, 2014[2]
- Tetragonopterus maculatus Müller & Troschel, 1845 a été synonymisée et renommée Astyanax bimaculatus

## Taxonomie
Le nom valide complet (avec auteur) de ce taxon est Tetragonopterus Cuvier, 1816.

## Publication originale
- Cuvier, G. (1816). Le Règne Animal distribué d'après son organisation, pour servir de base à l'histoire naturelle des animaux et d'introduction à l'anatomie comparée. Tome II, contenant les reptiles, les poissons, les mollusques et les annélides. Deterville, Paris, pp.  i-xviii, 1-532 [pls. 9-10 contained in volume 4].  lire